# Paul Taylor

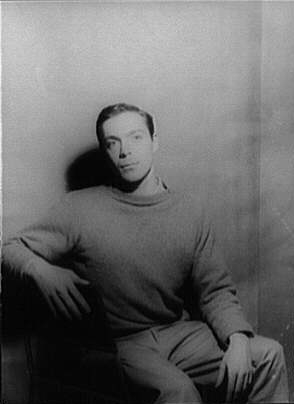
Paul Taylor (ok. 1960)

Paul Taylor, właśc. Paul Belville Taylor Jr. (ur. 29 lipca 1930 w Wilkinsburgu w Pensylwanii, zm. 29 sierpnia 2018 w Nowym Jorku) – amerykański choreograf.
Studiował w Syracuse University, w 1951 zaczął trenować taniec, w 1953 roku ukończył Juilliard School i rozpoczął współpracę z Marthą Graham. W następnym roku utworzył własny zespół (Paul Taylor Dance Company). Był solistą m.in. New York City Ballet, występował też w wielu zagranicznych zespołach (gdzie odpowiadał również za współpracę choreograficzną). Jest wybitnym przedstawicielem nowoczesnego tańca baletowego oraz twórcą wielu dzieł choreograficznych, m.in. Duet muzyka J. Cage’a (1957), Insect and Heroes muzyka J.H. McDowella (1961), Esplanade muzyka J.S. Bacha (1975).